# Mercè Masnou i Ferrer
Mercè Masnou i Ferrer (Vic, 10 de desembre de 1960) és una escriptora osonenca que va residir molts anys a Barcelona i que ara viu al Moianès

## Biografia
Llicenciada en Educació Física, treballa des de fa molts anys al Servei d'Activitat Física de la UAB.
Durant les seves hores lliures escriu llibres infantils i juvenils i fa de dinamitzadora de tallers per a nens i nenes. També ha treballat a la ràdio fent un programa d'entrevistes a gent de la galàxia llibre. Va començar-lo amb Joan Llongueres, el 2007, amb el nom de "Lectures d'estiu" i va seguint-lo fent, els darrers anys en solitari, amb els noms successius de "La contraportada" i "Galàxia Llibre". El nombre de persones entrevistades es va acostar a les 250, de les diverses professions que es poden trobar en el que ella va acabar anomenant la galàxia Llibre. Durant la temporada 2007-2008 va guionar i locutar, juntament amb Joan Puig, 150 episodis de 5 minuts de durada de les històries d'un detectiu que apareixerà a la saga de llibres Kadingir (que escriu amb Joan Llongueras). Són Els casos del detectiu Logan i es poden trobar -els guions i els audios- al web http://www.detectiulogan.cat Arxivat 2013-05-28 a Wayback Machine.
En els darrers anys també ha col·laborat estretament amb les seves filles, Ariadna i Helena, elaborant materials variats (nadales, calendaris, contes il·lustrats...); totes tres constitueixen el Col·lectiu HAM.
Amb el pseudònim G.M. Newgrange va publicar, el 2004, la novel·la juvenil La veritable història de Dani Ferrer i el roc que el feia immortal. És una paròdia a la catalana, sense sang ni fetge, de les aventures del famós Harry Potter, per tal de donar un punt de vista alternatiu al seu públic lector. És aquesta l'única paròdia legal del primer llibre de Harry Potter. La va concebre la Mercè amb l'ajut de les seves filles després que l'agent literari de la creadora de la saga anglesa li negués el dret a publicar una enciclopèdia que havia fet sobre els quatre primers llibres de la saga.
Ha publicat juntament amb Joan Llongueras els llibres Kadingir - El ceptre de Zink i Kadingir - El senyor de Zapp - El Cas Shapla en català i castellà. Aquests tres llibres formen part d'una tetralogia que ha de seguir amb Kadingir - El quart poder
A partir d'El Cas Shapla una nova cronista, Helena Sales, s'ha afegit a la parella inicial. Amb ella acaben de publicar la revisió de La reina de Kígal, inici d'una nova trilogia sobre el món de Ki sota el paraigua de Kadingir Orígens.
Tots els llibres de Kadingir es poden trobar actualment a amazon.com
Havent practicat atletisme al Club Atlètic Vic durant més de quinze anys, quan era jove, se li va fer l'encàrrec d'escriure la història d'aquest club d'atletisme que volia commemorar el seu 80è aniversari i el centenari de l'atletisme a la comarca d'Osona. Aquest llibre es va publicar el 2010.

## Llibres publicats
- La veritable història de Dani Ferrer i el roc que feia immortal. Girona: Edicions a petició, 2004 [juvenil]
- Han segrestat les bessones. Barcelona: Ed. del Pirata, 2006 [juvenil]
- Kadingir 1- El ceptre de Zink (amb Joan Llongueras). Barcelona: Roca, 2006 [infantil] - Amazon.com (nova edició)
- Kadingir 2- El senyor de Zapp (amb Joan Llongueras). Barcelona: Roca, 2007 [infantil] - Amazon.com (nova edició)
- Kadingir 3- El cas Shapla (amb Joan Llongueras i Helena Sales) - Amazon.com
- Kadingir Orígens 1- La reina de Kígal (amb Joan Llongueras i Helena Sales) - Amazon.com
- L'entrenador de serps. Barcelona: Ed. del Pirata, 2007 [infantil]
- Vic, 100 anys d'atletisme - Club Atlètic Vic: 80 anys vertebrant l'atletisme a Osona. Vic: CA Vic, 2010 [història]
- Kadingir 4 - El quart poder (amb Helena Sales) - Amazon.com, 2020[3]